# Tracy Moseley
Tracy Moseley, née le 12 avril 1979 à Worcester, est une descendeuse anglaise.

## Biographie
En 2013, elle devient la première championne d'Enduro de l'histoire en remportant la première édition des Enduro World Series.

## Palmarès

### Descente

#### Championnats du monde de descente
- Rotorua 2006
  -  Médaillée d'argent
- Canberra 2009
  -  Médaillée d'argent

- Mont-Sainte-Anne 2010
  -  Médaillée d'or

#### Coupe du monde
- Coupe du monde de descente (2)
  - 2002 : 3e du classement général, vainqueur d'une manche
  - 2003 : 3e du classement général
  - 2004 : vainqueur d'une manche
  - 2005 : 2e du classement général, vainqueur de 3 manches
  - 2006 : 1re du classement général, vainqueur de 3 manches
  - 2007 : 2e du classement général
  - 2008 : 3e du classement général, vainqueur de 2 manches
  - 2009 : 2e du classement général, vainqueur de 2 manches
  - 2010 : 3e du classement général
  - 2011 : 1re du classement général, vainqueur de 4 manches

- Coupe du monde de cross-country
  - 2014 : 74e du classement général

- Coupe du monde d'enduro à assistance électrique
  - 2023 : 4e du classement général
  - 2024 : 5e du classement général

#### Championnats d'Europe
- 1999
  -  Championne d'Europe de dual-slalom
- 2000
  -  Championne d'Europe de descente

#### Championnats nationaux
- Championne de Grande-Bretagne de descente (8) : 1998, 2000, 2002, 2006, 2007, 2008, 2009 et 2011

### Enduro
- Enduro World Series 2013
  -  Médaillée d'or
- Enduro World Series 2014
  -  Médaillée d'or
- Enduro World Series 2015
  -  Médaillée d'or